# US Open 2012 - Qualificazioni singolare ragazze

## Teste di serie
1. Zarah Razafimahatratra (primo turno)
2. Victoria Rodríguez (qualificata)
3. Ivana Jorović (primo turno)
4. Indy De Vroome (primo turno)
5. Giulia Pairone (primo turno)
6. Madrie le Roux (qualificata)
7. Kelsey Laurente (primo turno)
8. Katrine Steffensen (primo turno)

1. Klaartje Liebens (turno di qualificazione)
2. Michelle Werbrouck (primo turno)
3. Tornado Alicia Black (qualificata)
4. Szabina Szlavikovics (qualificata)
5. Ayaka Okuno (primo turno)
6. Kanika Vaidya (primo turno)
7. Denise Starr (turno di qualificazione)

## Wildcard
1. Nicole Frenkel (qualificata)
2. Katerina Stewart (primo turno)
3. Emma Christine Higuchi (turno di qualificazione)

1. Rasheeda Mcadoo (qualificata)
2. Louisa Chirico (qualificata)
3. Erina Hayashi (turno di qualificazione)

## Qualificate
1. Nicole Frenkel
2. Victoria Rodríguez
3. Tornado Alicia Black
4. Rasheeda Mcadoo

1. Louisa Chirico
2. Madrie le Roux
3. Szabina Szlavikovics
4. Marika Akkerman

## Tabellone qualificazioni

### Legenda
| - Q = Qualificato - WC = Wild card - LL = Lucky loser | - ALT = Alternate - SE = Special Exempt - PR = Protected Ranking | - w/o = Walkover - r = Ritirato - d = Squalificato |

### Sezione 1
|  | Primo turno | Primo turno            | Primo turno            | Primo turno | Primo turno |  |  | Turno di qualificazione | Turno di qualificazione | Turno di qualificazione | Turno di qualificazione | Turno di qualificazione |  |
|  |             |                        |                        |             |             |  |  |                         |                         |                         |                         |                         |  |
|  | 1           | Zarah Razafimahatratra | Zarah Razafimahatratra | 3           | 3           |  |  |                         |                         |                         |                         |                         |  |
|  |             | Mayo Hibi              | Mayo Hibi              | 6           | 6           |  |  |                         | Mayo Hibi               | Mayo Hibi               | 2                       | 4                       |  |
|  | WC          | Nicole Frenkel         | 6                      | 64          | 7           |  |  | WC                      | Nicole Frenkel          | Nicole Frenkel          | 6                       | 6                       |  |
|  | 10          | Michelle Werbrouck     | 4                      | 7           | 65          |  |  |                         |                         |                         |                         |                         |  |

### Sezione 2
|  | Primo turno | Primo turno           | Primo turno           | Primo turno | Primo turno |  |  | Turno di qualificazione | Turno di qualificazione | Turno di qualificazione | Turno di qualificazione | Turno di qualificazione |  |
|  |             |                       |                       |             |             |  |  |                         |                         |                         |                         |                         |  |
|  | 2           | Victoria Rodríguez    | 7                     | 64          | 6           |  |  |                         |                         |                         |                         |                         |  |
|  | WC          | Katerina Stewart      | 64                    | 7           | 3           |  |  | 2                       | Victoria Rodríguez      | Victoria Rodríguez      | 6                       | 6                       |  |
|  |             | Paula Gutierrez Perez | Paula Gutierrez Perez | 1           | 2           |  |  | 16                      | Denise Starr            | Denise Starr            | 1                       | 1                       |  |
|  | 16          | Denise Starr          | Denise Starr          | 6           | 6           |  |  |                         |                         |                         |                         |                         |  |

### Sezione 3
|  | Primo turno | Primo turno          | Primo turno          | Primo turno | Primo turno |  |  | Turno di qualificazione | Turno di qualificazione | Turno di qualificazione | Turno di qualificazione | Turno di qualificazione |  |
|  |             |                      |                      |             |             |  |  |                         |                         |                         |                         |                         |  |
|  | 3           | Ivana Jorović        | 6                    | 1           | 3           |  |  |                         |                         |                         |                         |                         |  |
|  |             | Başak Eraydın        | 1                    | 6           | 6           |  |  |                         | Başak Eraydın           | Başak Eraydın           | 2                       | 3                       |  |
|  |             | Kimberley-Ann Surin  | Kimberley-Ann Surin  | 1           | 2           |  |  | 11                      | Tornado Alicia Black    | Tornado Alicia Black    | 6                       | 6                       |  |
|  | 11          | Tornado Alicia Black | Tornado Alicia Black | 6           | 6           |  |  |                         |                         |                         |                         |                         |  |

### Sezione 4
|  | Primo turno | Primo turno            | Primo turno     | Primo turno | Primo turno |  |  | Turno di qualificazione | Turno di qualificazione | Turno di qualificazione | Turno di qualificazione | Turno di qualificazione |  |
|  |             |                        |                 |             |             |  |  |                         |                         |                         |                         |                         |  |
|  | 4           | Indy De Vroome         | 6               | 1           | 4           |  |  |                         |                         |                         |                         |                         |  |
|  | WC          | Emma Christine Higuchi | 2               | 6           | 6           |  |  | WC                      | Emma Christine Higuchi  | 4                       | 7                       | 2                       |  |
|  | WC          | Rasheeda Mcadoo        | Rasheeda Mcadoo | 6           | 6           |  |  | WC                      | Rasheeda Mcadoo         | 6                       | 5                       | 6                       |  |
|  | 13          | Ayaka Okuno            | Ayaka Okuno     | 1           | 2           |  |  |                         |                         |                         |                         |                         |  |

### Sezione 5
|  | Primo turno | Primo turno    | Primo turno    | Primo turno | Primo turno |  |  | Turno di qualificazione | Turno di qualificazione | Turno di qualificazione | Turno di qualificazione | Turno di qualificazione |  |
|  |             |                |                |             |             |  |  |                         |                         |                         |                         |                         |  |
|  | 5           | Giulia Pairone | Giulia Pairone | 4           | 63          |  |  |                         |                         |                         |                         |                         |  |
|  |             | Renata Zarazúa | Renata Zarazúa | 6           | 7           |  |  |                         | Renata Zarazúa          | Renata Zarazúa          | 62                      | 4                       |  |
|  | WC          | Louisa Chirico | Louisa Chirico | 6           | 6           |  |  | WC                      | Louisa Chirico          | Louisa Chirico          | 7                       | 6                       |  |
|  | 14          | Kanika Vaidya  | Kanika Vaidya  | 2           | 2           |  |  |                         |                         |                         |                         |                         |  |

### Sezione 6
|  | Primo turno | Primo turno      | Primo turno     | Primo turno | Primo turno |  |  | Turno di qualificazione | Turno di qualificazione | Turno di qualificazione | Turno di qualificazione | Turno di qualificazione |  |
|  |             |                  |                 |             |             |  |  |                         |                         |                         |                         |                         |  |
|  | 6           | Madrie le Roux   | Madrie le Roux  | 6           | 6           |  |  |                         |                         |                         |                         |                         |  |
|  |             | Johnnise Renaud  | Johnnise Renaud | 3           | 3           |  |  | 6                       | Madrie le Roux          | Madrie le Roux          | 6                       | 6                       |  |
|  |             | Rima Asatrian    | 6               | 3           | 2           |  |  | 9                       | Klaartje Liebens        | Klaartje Liebens        | 0                       | 2                       |  |
|  | 9           | Klaartje Liebens | 4               | 6           | 6           |  |  |                         |                         |                         |                         |                         |  |

### Sezione 7
|  | Primo turno | Primo turno          | Primo turno          | Primo turno | Primo turno |  |  | Turno di qualificazione | Turno di qualificazione | Turno di qualificazione | Turno di qualificazione | Turno di qualificazione |  |
|  |             |                      |                      |             |             |  |  |                         |                         |                         |                         |                         |  |
|  | 7           | Kelsey Laurente      | Kelsey Laurente      | 2           | 5           |  |  |                         |                         |                         |                         |                         |  |
|  | WC          | Erina Hayashi        | Erina Hayashi        | 6           | 7           |  |  | WC                      | Erina Hayashi           | Erina Hayashi           | 4                       | 4                       |  |
|  |             | June Lee             | June Lee             | 1           | 1           |  |  | 12                      | Szabina Szlavikovics    | Szabina Szlavikovics    | 6                       | 6                       |  |
|  | 12          | Szabina Szlavikovics | Szabina Szlavikovics | 6           | 6           |  |  |                         |                         |                         |                         |                         |  |

### Sezione 8
|  | Primo turno     | Primo turno        | Primo turno        | Primo turno | Primo turno |  |  | Turno di qualificazione | Turno di qualificazione | Turno di qualificazione | Turno di qualificazione | Turno di qualificazione |  |
|  |                 |                    |                    |             |             |  |  |                         |                         |                         |                         |                         |  |
|  | 8               | Katrine Steffensen | Katrine Steffensen | 4           | 2           |  |  |                         |                         |                         |                         |                         |  |
|  |                 | Valeria Salazar    | Valeria Salazar    | 6           | 6           |  |  | Valeria Salazar         | Valeria Salazar         | 6                       | 65                      | 5                       |  |
|  | Marika Akkerman | Marika Akkerman    | Marika Akkerman    | 6           | 6           |  |  | Marika Akkerman         | Marika Akkerman         | 3                       | 7                       | 7                       |  |
|  | Lavanya Khanuja | Lavanya Khanuja    | Lavanya Khanuja    | 0           | 1           |  |  |                         |                         |                         |                         |                         |  |